# Zeche Helene Gertrud
Die Zeche Helene Gertrud war ein Bergwerk in Bommern. Sie war auch unter den Namen Zeche Helene Gerdrut oder Zeche Helena Gertrud bekannt. Die Zeche befand sich im Bereich der heutigen Straßen Bommeregge und Alte Straße.

## Geschichte

### Die Anfänge
Am 14. Oktober des Jahres 1766 wurde die Mutung durch Johann Caspar Hundeicker eingelegt. Am 7. April des Jahres 1767 wurde eine Mutung auf einen Tiefen Stollen eingelegt. Am 13. September wurde die Mutung durch den Muter verlängert. Am 1. März des Jahres 1771 bestätigte Johann Caspar Hundeicker seinen Anspruch auf die Mutung. Zu diesem Zeitpunkt waren noch keine weiteren bergbaulichen Tätigkeiten in dem gemuteten Feld durchgeführt worden. Die Vermessung des Grubenfeldes erfolgte im Jahre 1786. Am 10. April des Jahres 1790 wurde ein Längenfeld verliehen, das sich westlich der Zeche Alte Bommerbank befand und das bis ins Rauental reichte. Im Jahre 1796 wurde mit dem Abbau begonnen. Die Förderung der Kohle erfolgte im westlichen Feldteil durch den Bommerbänker Erbstollen. Ab dem Jahr 1800 wurde zur Förderung der Göpelschacht Fortuna genutzt.

### Die weiteren Jahre
Abhängig vom Abbaufortschritt wurden mehrere Lichtlöcher geteuft. Die Förderung erfolgte in dieser Zeit auch in Göpelschächten, die gemeinsam mit der Zeche Alte Bommerbank genutzt wurden. Die Zeche Helene Gertrud hatte auch eigene Göpelschächte in Betrieb, dies waren die Schächte Amalia, Carl, Doris, Fortuna, Erika, Helena, Helene, Juliana, Mina, Wilhelm und Hoffnung. Der Schacht Hoffnung war zudem noch mit dem Tagesstollen Gotthilf (auch Gotthelf genannt) ausgerüstet. Die streichenden Abstände zwischen den Schächten lagen zwischen 50 und 200 m, die Teufe reichte bis zur Bommerbänker Erbstollensohle. Am 15. März des Jahres 1802 wurde die Zeche Helene Gertrud stillgelegt. Ab dem Jahr 1811 gab es eine gemeinsame Kohlenförderung mit der Zeche Alte Bommerbank. Am 25. Januar des Jahres 1813 kam es zur Vereinigung mit der Zeche Alte Bommerbank, beide Zechen rechneten jedoch weiterhin getrennt ab. Im Jahr 1821 war der Göpelschacht Helena in Betrieb. Im Jahr 1828 war der Göpelschacht Engelberth in Betrieb. Dieser Göpelschacht Engelberth ist identisch mit dem Göpelschacht Engelberth der Zeche Alte Bommerbank. Im Jahr 1837 wurde der Göpelschacht Amalia verfüllt. In den Jahren 1842 und 1846 war die Zeche Helene Gertrud nachweislich in Betrieb. Nach dem Jahr 1847 wurde die Zeche erneut durch den Bommerbänker Erbstollen gelöst. Nach dem Jahr 1855 wird die Zeche nicht mehr in den Unterlagen genannt. Im Jahr 1892 wurde die Berechtsame durch die Zeche Vereinigte Bommerbänker Tiefbau übernommen. Am 1. August des Jahres 1924 ging die Zeche Helene Gertrud wieder in Betrieb, es waren noch ein tonnlägiger Schacht und ein Stollen vorhanden. In diesem Jahr wurden mit drei Bergleuten 459 Tonnen Steinkohle gefördert. Am 1. Januar des Jahres 1925 wurde die Zeche Helene Gertrud endgültig stillgelegt.